# Levopropossifene
Il levopropossifene è un farmaco antitussivo ad azione centrale. È un chirale del destropossifene. La miscela racemica viene chiamata propossifene. Solo l'isomero destrogiro (destropropossifene) ha un effetto analgesico, l'isomero levogiro sembra esercitare soltanto un effetto antitussivo. È stato commercializzato negli Stati Uniti dalla Eli Lilly con il nome commerciale di Novrad come farmaco contro la tosse.

## Caratteristiche
Il levoprossifene appare scarsamente solubile in acqua ma più solubile in alcool e cloroformio. Il farmaco viene somministrato per os in dosi di 50-100 mg.
La dose letale50 nel ratto femmina, somministrata, per via orale è di 1455 ± 77 mg/kg.